# Tornow (Göritz)
Tornow ist ein bewohnter Gemeindeteil der Gemeinde Göritz des Amtes Brüssow (Uckermark) im Landkreis Uckermark in Brandenburg.

## Geografie
Wenige Kilometer von Tornow entfernt verläuft die Bundesautobahn 20. In östlicher Richtung ist die polnische Grenze ca. 30 Kilometer (Luftlinie) entfernt. Im Norden grenzt der Ort unmittelbar an die Landesgrenze zu Mecklenburg-Vorpommern (Gemeinde Nieden). Die nächstgrößere Stadt in 15 Kilometer Entfernung im Süden ist Prenzlau.

## Geschichte
- Tornow war für viele Jahre Ortsteil von Dauer.

## Sehenswürdigkeiten und Tourismus

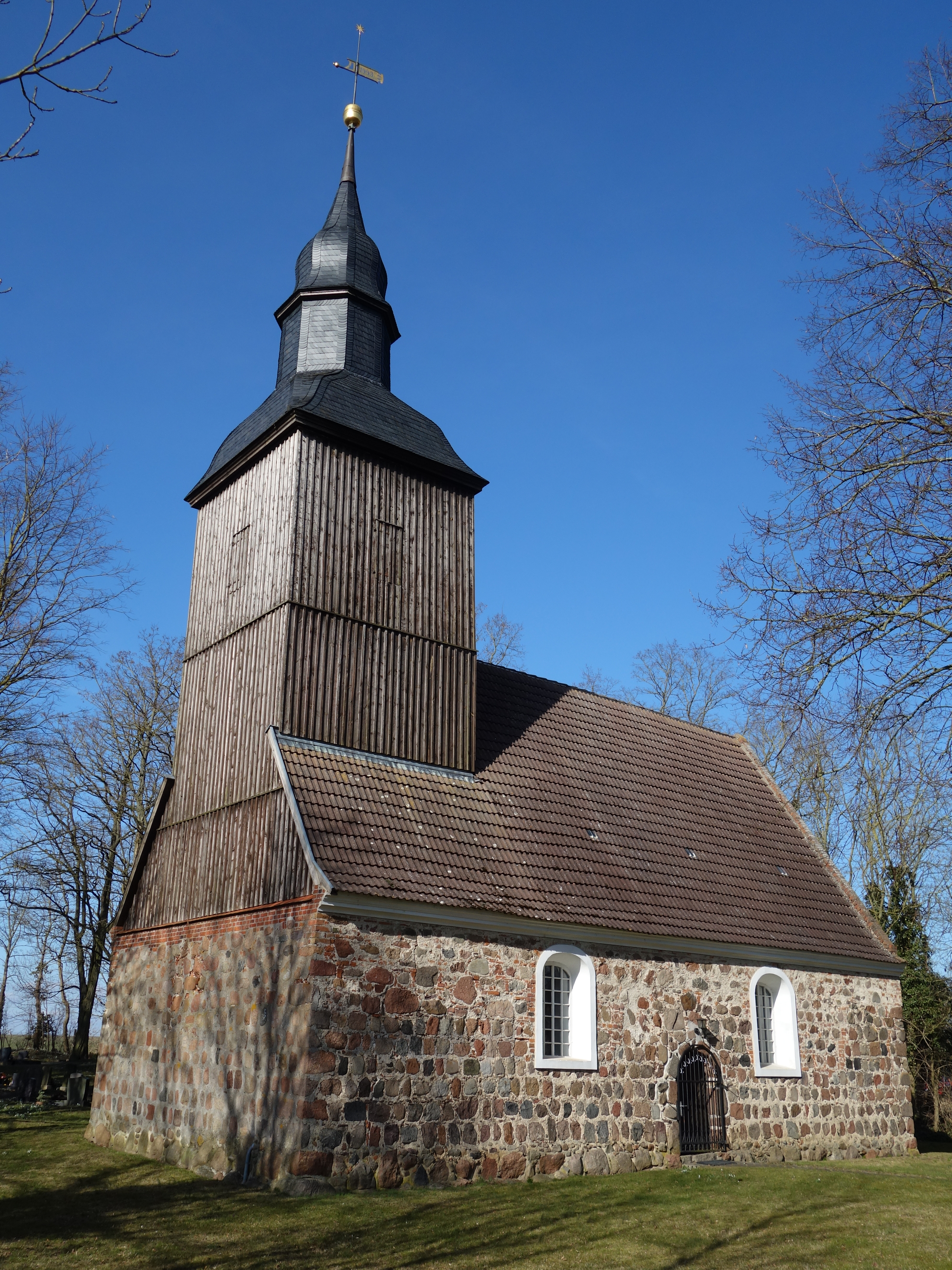
Dorfkirche Tornow (Göritz)

- Als sehenswert ist die örtliche Kirche zu betrachten. Die Glocke des Kirchturms zählt zu den ältesten Brandenburgs.

- Tornow kann zwar nicht mit touristischen Attraktionen aufwarten, jedoch werden die Landschaft, die unberührte Natur und Ruhe bei Besuchern geschätzt. Um das Dorf herum gibt es zahlreiche Wanderrouten.

- Der Tornower See hat eine Größe von rund 2,8 Hektar und wird von Anglern aufgrund seiner reichen Fischbestände geschätzt.

## Persönlichkeiten
- Bernd Jakob von Arnim (1719–1797), preußischer Finanzrat und Numismatiker